# Moira (Overwatch)
Pour les articles homonymes, voir Moira (homonymie).
Moira O'Deorain, plus connue sous le nom de Moira, est un personnage jouable dans le jeu vidéo de tir multijoueur en équipe Overwatch (2016) de Blizzard Entertainment. Dans le jeu, Moira sert de soigneur et peut recharger ses ressources de soins en blessant des ennemis avec son attaque principale. Dans le lore du jeu, elle est une généticienne irlandaise qui refuse de laisser des « contraintes éthiques » nuire au progrès scientifique.

## Jouabilité
Dans le jeu, Moira est un personnage catégorisé dans un rôle de « soutien ». Les producteurs exécutifs d’Overwatch, Jeff Kaplan et Aaron Keller, décrivent Moira comme un personnage « hybride ». Bien qu'elle soit classée dans la catégorie des soigneurs, elle possède également une capacité à infliger des dégâts importants. Son arme principale est l'emprise biotique, qui utilise l’énergie biotique pour soigner les alliés dans un petit cône situé devant elle. L’énergie biotique est obtenue en sapant l'énergie vitale des ennemis grâce au rayon tracteur projeté par le poignet droit de Moira. Ses compétences incluent « Volatilité », lui permettant de se déplacer sans se faire remarquer sur une courte distance, et « Orbe biotique », une boule rebondissante qui lui permet, suivant la manière dont le joueur l'utilise, soit de soigner tous les alliés qu'il touche, soit d'endommager ses ennemis. Sa capacité ultime est la « Coalescence », un rayon qui soigne tous les alliés et blesse tous les adversaires qu’elle touche, en traversant les boucliers. Moira a une portée moyenne ; bien que sa réserve d'énergie biotique ne s'épuise pas rapidement, elle se remplit lentement à moins que le joueur ne draine l'énergie vitale d'un ennemi, ce qui la rend vulnérable. En outre, Moira ne dispose pas de beaucoup d’outils ni d’explosifs pour survivre ; elle peut survivre un peu jusqu’à ce que ses alliés arrivent, mais elle aura du mal à achever un DPS.

## Personnage
Originaire de Dublin, Moira O'Deorain a causé des débats dans la communauté scientifique plus d'une décennie avant le jeu, en publiant un article controversé détaillant une méthodologie qui permet de créer des programmes génétiques personnalisés afin de modifier l'ADN au niveau cellulaire. La plupart des scientifiques ont trouvé ses recherches dangereuses pour des raisons éthiques, certains allant même jusqu'à l'accuser d'avoir la même obsession du progrès scientifique qui a déclenché la crise des Omniaques. De plus, d'autres généticiens ne sont pas parvenus à reproduire les résultats de ses recherches. Alors que sa carrière était au point mort, Moira a obtenu une bouée de sauvetage provenant d'une source improbable : Blackwatch, la division d'opérations secrètes d'Overwatch dirigée par Gabriel Reyes. Son implication avec Blackwatch a été gardée secrète jusqu'à ce qu'une enquête à la suite d'un incident survenu à Venise révèle ses activités, forçant Overwatch à nier publiquement tout lien avec Blackwatch. Après la dissolution d'Overwatch, Moira a été embauchée par les ministères, le collectif scientifique qui a fondé la ville d'Oasis dans le sud de l'Irak, à la tête du ministère de la Génétique. Elle a également été financée par La Griffe et (avec Doomfist et Faucheur) fait partie des membres de sa direction qui apparaissent dans le jeu. La vidéo de son histoire d'origine révèle qu'elle est responsable de la transformation de Gabriel Reyes en Faucheur,. Elle était apparue dans la bande dessinée d'introduction de Doomfist, publiée plus tôt en 2017.

## Développement et design
Moira a été annoncé à la BlizzCon 2017 comme le 26e héros du jeu le 3 novembre 2017 et est devenue jouable dans la région publique de test (PTR) quelques jours plus tard. Moira a été ajoutée pour tous les joueurs de toutes les régions le 16 novembre 2017. Jeff Kaplan a déclaré que Moira était en développement depuis des mois dans ce projet, car il avait anticipé le fait que la base de joueurs Overwatch allait demander un autre personnage guérisseur. Jeff Kaplan a estimé que la qualité des soins apportés par Moira dépend de la composition correcte de l'équipe si celle-ci reste généralement à proximité, mais que ses capacités peuvent également lui permettre de soutenir ceux qui ont tendance à se séparer du groupe, comme Genji.
Sur le plan artistique, Arnold Tsang l'a conçue comme une sorcière ou un personnage ressemblant à un mage, avec des robes, des manches et des mouvements de la main évoquant un usage de la magie. Ce concept a causé certaines difficultés pour le développement des animations de son personnage, en particulier ses manches. Alors qu'ils avaient déjà été confronté à de longs vêtements fluides avec Faucheur, les animateurs ont eu besoin de plusieurs mois pour animer les manches de Moira avec les mouvements complexes de ses mains prenait plusieurs mois. La difficulté a été particulièrement élevée pour ses skins « Legendary » : l'animateur Hak Lee a déclaré avoir mis entre trois et cinq mois avant d'arriver à les animer,. Des journalistes ont trouvé certaines animations de Moira proches de celles de divers animes, comme son animation en cours d'exécution correspondant à celle de Naruto Uzumaki dans l'anime Naruto. Chu a reconnu que bon nombre des membres de l'équipe d'animation de Blizzard étaient des fans d'anime et que certaines influences s'étaient faites sentir dans les personnages et leurs éléments de personnalisation. Pour Moira, les références aux animes ont permis à son personnage de se distinguer visuellement même au milieu d'un combat au rythme élevé.
Genevieve O'Reilly, une actrice irlandaise qui, selon Chu, était parfaite pour le rôle de Moira.
Chu a expliqué le processus de création de Moira comme suit. L'équipe explorait l'idée d'un nouveau personnage de soutien, et en parallèle avait commencé à envisager de créer un soigneur qui ne soit pas nécessairement bienveillant. Ces idées se sont rencontrées dans le personnage de Moira, dont ils ont fait la soigneuse du camp des méchant. Depuis sa création, Moira a été renforcée et certaines de ses capacités ont été modifiées, en particulier sa Coalescence, qui causait des problèmes en raison de son effet aveuglant. Chu explique que l'inclusion de Moira a satisfait l'équipe ainsi que les fans des personnages soutiens qui souhaitaient un gameplay différent avec ce type de personnage.